# Puerto Rico az 1968. évi nyári olimpiai játékokon
Puerto Rico a mexikói Mexikóvárosban megrendezett 1968. évi nyári olimpiai játékok egyik részt vevő nemzete volt. Az országot az olimpián 10 sportágban 58 sportoló képviselte, akik érmet nem szereztek.

## Atlétika
Férfi
| Versenyző         | Versenyszám | Előfutam      | Előfutam      | Előfutam      | Negyeddöntő | Negyeddöntő | Negyeddöntő | Elődöntő | Elődöntő | Elődöntő | Döntő   | Döntő    |
| Versenyző         | Versenyszám | Idő           | Hely.         | Össz.         | Idő         | Hely.       | Össz.       | Idő      | Hely.    | Össz.    | Idő     | Helyezés |
| ----------------- | ----------- | ------------- | ------------- | ------------- | ----------- | ----------- | ----------- | -------- | -------- | -------- | ------- | -------- |
| Jorge Vizcarrondo | 100 m       | 10,71         | 7.            | 53.           | kiesett     | kiesett     | kiesett     | kiesett  | kiesett  | kiesett  | kiesett | kiesett  |
| Juan Franceschi   | 200 m       | nem ért célba | nem ért célba | nem ért célba | kiesett     | kiesett     | kiesett     | kiesett  | kiesett  | kiesett  | kiesett | kiesett  |
| Carlos Báez       | 800 m       | 1:52,70       | 8.            | 34.           |             |             |             | kiesett  | kiesett  | kiesett  | kiesett | kiesett  |
| Wilfredo Ríos     | 1500 m      | 4:14,47       | 10.           | 48.           |             |             |             | kiesett  | kiesett  | kiesett  | kiesett | kiesett  |
| Arnaldo Bristol   | 110 m gát   | 13,92         | 3.            | 9.            |             |             |             | 14,13    | 8.       | 15.*     | kiesett | kiesett  |

| Versenyző      | Versenyszám | Selejtező | Selejtező | Döntő    | Döntő    |
| Versenyző      | Versenyszám | Eredmény  | Helyezés  | Eredmény | Helyezés |
| -------------- | ----------- | --------- | --------- | -------- | -------- |
| Héctor Serrate | Hármasugrás | 15,09 m   | 33.       | kiesett  | kiesett  |

* - egy másik versenyzővel azonos időt ért el

## Kerékpározás

### Pálya-kerékpározás
Sprintverseny
| Versenyző    | Versenyszám  | 1. forduló                                           | 1. forduló | Vigaszág                      | Vigaszág | 2. forduló             | 2. forduló | Vigaszág               | Vigaszág | Nyolcaddöntő           | Nyolcaddöntő | Vigaszág selejtező     | Vigaszág selejtező | Vigaszág döntő       | Vigaszág döntő | Negyeddöntő          | Elődöntő             | Döntő                | Helyezés    |
| Versenyző    | Versenyszám  | Ellenfelek Győztes idő                               | Hely.      | Ellenfél Győztes idő          | Hely.    | Ellenfelek Győztes idő | Hely.      | Ellenfelek Győztes idő | Hely.    | Ellenfelek Győztes idő | Hely.        | Ellenfelek Győztes idő | Hely.              | Ellenfél Győztes idő | Hely.          | Ellenfél Győztes idő | Ellenfél Győztes idő | Ellenfél Győztes idő | Helyezés    |
| ------------ | ------------ | ---------------------------------------------------- | ---------- | ----------------------------- | -------- | ---------------------- | ---------- | ---------------------- | -------- | ---------------------- | ------------ | ---------------------- | ------------------ | -------------------- | -------------- | -------------------- | -------------------- | -------------------- | ----------- |
| Edwin Torres | Férfi egyéni | Peder Pedersen (DEN) · Serhiy Kravtsov (URS) · 11,08 | 3.         | Carlos Roqueiro (ARG) · 11,15 | 2.       | kiesett                | kiesett    | kiesett                | kiesett  | kiesett                | kiesett      | kiesett                | kiesett            | kiesett              | kiesett        | kiesett              | kiesett              | kiesett              | helyezetlen |

Időfutam
| Versenyző    | Versenyszám  | Idő     | Helyezés |
| ------------ | ------------ | ------- | -------- |
| Edwin Torres | Férfi egyéni | 1:07,65 | 20.      |

Üldözőversenyek
| Versenyző    | Versenyszám  | Selejtező        | Selejtező        | Nyolcaddöntő | Nyolcaddöntő | Nyolcaddöntő | Elődöntő     | Elődöntő  | Elődöntő | Döntő        | Döntő     | Helyezés    |
| Versenyző    | Versenyszám  | Idő              | Hely.            | Ellenfél Idő | Saját idő    | Hely.        | Ellenfél Idő | Saját idő | Hely.    | Ellenfél Idő | Saját idő | Helyezés    |
| ------------ | ------------ | ---------------- | ---------------- | ------------ | ------------ | ------------ | ------------ | --------- | -------- | ------------ | --------- | ----------- |
| Edwin Torres | Férfi egyéni | nem állt rajthoz | nem állt rajthoz | kiesett      | kiesett      | kiesett      | kiesett      | kiesett   | kiesett  | kiesett      | kiesett   | helyezetlen |

## Kosárlabda
| Puerto Ricó-i férfi kosárlabdacsapat-játékoskeret                                              | Puerto Ricó-i férfi kosárlabdacsapat-játékoskeret                                               |
| ---------------------------------------------------------------------------------------------- | ----------------------------------------------------------------------------------------------- |
| - Rubén Adorno - Ángel Cancel - Francisco Córdova - Teo Cruz - Raymond Dalmau - Jaime Frontera | - Tomás Gutiérrez - Joe Hatton - Bill McCadney - Mariano Ortíz - Adolfo Porrata - Alberto Zamot |

### Eredmények
Csoportkör
A csoport
| Csapat                 | M | Gy | V | P+  | P–  | Pk   |
| ---------------------- | - | -- | - | --- | --- | ---- |
| Egyesült Államok (USA) | 7 | 7  | 0 | 599 | 392 | +207 |
| Jugoszlávia (YUG)      | 7 | 6  | 1 | 592 | 511 | +81  |
| Olaszország (ITA)      | 7 | 5  | 2 | 562 | 539 | +23  |
| Spanyolország (ESP)    | 7 | 4  | 3 | 557 | 548 | +9   |
| Puerto Rico (PUR)      | 7 | 3  | 4 | 493 | 468 | +25  |
| Panama (PAN)           | 7 | 2  | 5 | 572 | 624 | –52  |
| Fülöp-szigetek (PHI)   | 7 | 1  | 6 | 525 | 636 | –111 |
| Szenegál (SEN)         | 7 | 0  | 7 | 383 | 565 | –182 |

| 1968. október 13. | Puerto Rico (PUR) | 69 – 26 | Szenegál (SEN) |  |
| 1968. október 13. | (31–18)           |         |                |  |

| 1968. október 14. | Jugoszlávia (YUG) | 93 – 72 | Puerto Rico (PUR) |  |
| 1968. október 14. | (41–32)           |         |                   |  |

| 1968. október 15. | Olaszország (ITA) | 68 – 65 | Puerto Rico (PUR) |  |
| 1968. október 15. | (30–33)           |         |                   |  |

| 1968. október 16. | Spanyolország (ESP) | 86 – 62 | Puerto Rico (PUR) |  |
| 1968. október 16. | (40–23)             |         |                   |  |

| 1968. október 18. | Puerto Rico (PUR) | 89 – 65 | Fülöp-szigetek (PHI) |  |
| 1968. október 18. | (45–33)           |         |                      |  |

| 1968. október 19. | Puerto Rico (PUR) | 80 – 69 | Panama (PAN) |  |
| 1968. október 19. | (42–36)           |         |              |  |

| 1968. október 20. | Egyesült Államok (USA) | 61 – 56 | Puerto Rico (PUR) |  |
| 1968. október 20. | (30–29)                |         |                   |  |

A 9–12. helyért
| 1968. október 22. | Puerto Rico (PUR) | 71 – 65 | Kuba (CUB) |  |
| 1968. október 22. | (33–34)           |         |            |  |

A 9. helyért
| 1968. október 23. | Puerto Rico (PUR) | 67 – 57 | Bulgária (BUL) |  |
| 1968. október 23. | (35–31)           |         |                |  |

| Csapat            | Helyezés |
| ----------------- | -------- |
| Puerto Rico (PUR) | 9.       |

## Műugrás
Férfi
| Versenyző       | Versenyszám        | Selejtező | Selejtező | Döntő   | Döntő    |
| Versenyző       | Versenyszám        | Pont      | Helyezés  | Pont    | Helyezés |
| --------------- | ------------------ | --------- | --------- | ------- | -------- |
| Jerome Anderson | Egyéni műugrás     | 68,83     | 27.       | kiesett | kiesett  |
| Jerome Anderson | Egyéni toronyugrás | 65,14     | 34.       | kiesett | kiesett  |
| Héctor Bas      | Egyéni toronyugrás | 47,97     | 35.       | kiesett | kiesett  |
| Héctor Bas      | Egyéni műugrás     | 62,43     | 28.       | kiesett | kiesett  |

## Ökölvívás
| Versenyző         | Versenyszám  | Selejtező                     | 32-es főtábla                    | Nyolcaddöntő                | Negyeddöntő       | Elődöntő          | Döntő             | Helyezés    |
| Versenyző         | Versenyszám  | Ellenfél Eredmény             | Ellenfél Eredmény                | Ellenfél Eredmény           | Ellenfél Eredmény | Ellenfél Eredmény | Ellenfél Eredmény | Helyezés    |
| ----------------- | ------------ | ----------------------------- | -------------------------------- | --------------------------- | ----------------- | ----------------- | ----------------- | ----------- |
| Heriberto Cintrón | Légsúly      |                               | Artur Olech (POL) · visszalépett | kiesett                     | kiesett           | kiesett           | kiesett           | helyezetlen |
| Andres Torres     | Harmatsúly   | erőnyerő                      | Giuseppe Mura (ITA) · 0-5        | kiesett                     | kiesett           | kiesett           | kiesett           | 17.         |
| Reinaldo Mercado  | Pehelysúly   |                               | Jovan Pajković (YUG) · 0-5       | kiesett                     | kiesett           | kiesett           | kiesett           | 17.         |
| Eugenio Febus     | Könnyűsúly   | Sayed Abdel Gadir (SUD) · 0-5 | kiesett                          | kiesett                     | kiesett           | kiesett           | kiesett           | 33.         |
| Adalberto Siebens | Kisváltósúly | Habib Galhia (TUN) · 0-5      | kiesett                          | kiesett                     | kiesett           | kiesett           | kiesett           | 32.         |
| Saulo Hernández   | Középsúly    |                               | Raúl Marrero (CUB) · kizárták    | kiesett                     | kiesett           | kiesett           | kiesett           | 16.         |
| Jorge Clemente    | Félnehézsúly |                               | erőnyerő                         | Stanisław Dragan (POL) · KO | kiesett           | kiesett           | kiesett           | 9.          |

## Sportlövészet
Nyílt
| Versenyző         | Versenyszám          | Pont | Helyezés |
| ----------------- | -------------------- | ---- | -------- |
| Fernando Miranda  | Gyorstüzelő pisztoly | 558  | 50.      |
| Miguel Barasorda  | Szabadpisztoly       | 481  | 69.      |
| José González     | Szabadpisztoly       | 511  | 63.      |
| Ralph Rodríguez   | Sportpuska, fekvő    | 588  | 47.      |
| Alberto Santiago  | Sportpuska, fekvő    | 582  | 70.      |
| Ángel Marchand    | Trap                 | 156  | 53.      |
| George Silvernail | Trap                 | 188  | 31.      |
| Rafael Batista    | Skeet                | 187  | 27.      |
| Alberto Guerrero  | Skeet                | 174  | 45.      |

## Súlyemelés
| Versenyző            | Versenyszám | Nyomás   | Nyomás   | Szakítás | Szakítás | Lökés    | Lökés    | Összesen | Helyezés |
| Versenyző            | Versenyszám | Eredmény | Helyezés | Eredmény | Helyezés | Eredmény | Helyezés | Összesen | Helyezés |
| -------------------- | ----------- | -------- | -------- | -------- | -------- | -------- | -------- | -------- | -------- |
| Fernando Báez        | 56 kg       | 120,0    | 2.       | 92,5     | 9.       | 132,5    | 5.       | 345,0    | 6.       |
| Enrique Hernández    | 60 kg       | 115,0    | 8.       | 100,0    | 13.      | 130,0    | 16.      | 345,0    | 13.*     |
| Pedro Serrano        | 60 kg       | 97,5     | 18.      | 97,5     | 17.      | 127,5    | 17.      | 322,5    | 17.      |
| José Manuel Figueroa | 82,5 kg     | 137,5    | 11.      | 120,0    | 17.      | 152,5    | 20.      | 410,0    | 20.      |
| Víctor Ángel Pagán   | 82,5 kg     | 145,0    | 6.       | 130,0    | 9.       | 160,0    | 15.      | 435,0    | 9.       |
| Fernando Torres      | 90 kg       | 135,0    | 19.      | 115,0    | 23.      | 155,0    | 21.      | 405,0    | 22.      |

* - egy másik versenyzővel azonos eredményt ért el

## Úszás
Férfi
| Versenyző                                                  | Versenyszám            | Előfutam | Előfutam | Előfutam | Elődöntő | Elődöntő | Elődöntő | Döntő   | Döntő    |
| Versenyző                                                  | Versenyszám            | Idő      | Hely.    | Össz.    | Idő      | Hely.    | Össz.    | Idő     | Helyezés |
| ---------------------------------------------------------- | ---------------------- | -------- | -------- | -------- | -------- | -------- | -------- | ------- | -------- |
| José Ferraioli                                             | 200 m pillangó         | 2:23,4   | 7.       | 26.*     |          |          |          | kiesett | kiesett  |
| José Ferraioli                                             | 100 m pillangó         | 1:00,6   | 3.       | 21.      | 1:00,9   | 7.       | 21.      | kiesett | kiesett  |
| José Ferraioli                                             | 100 m gyors            | 56,1     | 5.       | 26.      | kiesett  | kiesett  | kiesett  | kiesett | kiesett  |
| Gary Goodner                                               | 100 m gyors            | 55,7     | 3.       | 19.**    | 55,8     | 7.       | 22.      | kiesett | kiesett  |
| Gary Goodner                                               | 100 m hát              | 1:06,3   | 6.       | 29.      | kiesett  | kiesett  | kiesett  | kiesett | kiesett  |
| Gary Goodner                                               | 100 m pillangó         | 1:00,3   | 2.       | 19.      | 1:00,1   | 6.       | 17.      | kiesett | kiesett  |
| Gary Goodner                                               | 200 m gyors            | 2:06,6   | 5.       | 35.*     |          |          |          | kiesett | kiesett  |
| Jorge González                                             | 200 m gyors            | 2:09,1   | 4.       | 40.      |          |          |          | kiesett | kiesett  |
| Jorge González                                             | 1500 m gyors           | 19:06,0  | 5.       | 20.      |          |          |          | kiesett | kiesett  |
| Jorge González                                             | 400 m gyors            | 4:38,1   | 5.       | 28.      |          |          |          | kiesett | kiesett  |
| Michael Goodner                                            | 400 m gyors            | 5:00,2   | 6.       | 33.      |          |          |          | kiesett | kiesett  |
| Michael Goodner                                            | 100 m gyors            | 58,2     | 7.       | 48.*     | kiesett  | kiesett  | kiesett  | kiesett | kiesett  |
| Francisco Ramis                                            | 100 m hát              | 1:07,2   | 6.       | 32.      | kiesett  | kiesett  | kiesett  | kiesett | kiesett  |
| Francisco Ramis                                            | 200 m hát              | 2:30,4   | 8.       | 27.      |          |          |          | kiesett | kiesett  |
| Francisco Ramis                                            | 200 m vegyes           | 2:31,9   | 7.       | 36.      |          |          |          | kiesett | kiesett  |
| Francisco Ramis                                            | 400 m vegyes           | 5:30,9   | 7.       | 32.      |          |          |          | kiesett | kiesett  |
| Jorge González Michael Goodner Gary Goodner José Ferraioli | 4 × 100 m gyorsváltó   | 3:47,0   | 7.       | 13.      |          |          |          | kiesett | kiesett  |
| José Ferraioli Michael Goodner Gary Goodner Jorge González | 4 × 200 m gyorsváltó   | 8:40,2   | 6.       | 14.      |          |          |          | kiesett | kiesett  |
| Francisco Ramis José Ferraioli Gary Goodner Jorge González | 4 × 100 m vegyes váltó | 4:27,6   | 7.       | 18.      |          |          |          | kiesett | kiesett  |

Női
| Versenyző                                          | Versenyszám            | Előfutam | Előfutam | Előfutam | Elődöntő | Elődöntő | Elődöntő | Döntő   | Döntő    |
| Versenyző                                          | Versenyszám            | Idő      | Hely.    | Össz.    | Idő      | Hely.    | Össz.    | Idő     | Helyezés |
| -------------------------------------------------- | ---------------------- | -------- | -------- | -------- | -------- | -------- | -------- | ------- | -------- |
| Ana Marcial                                        | 100 m pillangó         | 1:17,1   | 6.       | 28.      | kiesett  | kiesett  | kiesett  | kiesett | kiesett  |
| Ana Marcial                                        | 100 m gyors            | 1:10,1   | 8.       | 55.      | kiesett  | kiesett  | kiesett  | kiesett | kiesett  |
| Lorna Blake                                        | 100 m gyors            | 1:13,2   | 8.       | 57.      | kiesett  | kiesett  | kiesett  | kiesett | kiesett  |
| Lorna Blake                                        | 200 m gyors            | 2:43,8   | 8.       | 39.      |          |          |          | kiesett | kiesett  |
| Lorna Blake                                        | 400 m gyors            | 5:54,7   | 6.       | 30.      |          |          |          | kiesett | kiesett  |
| Kristina Moir                                      | 400 m gyors            | 4:57,7   | 3.       | 13.      |          |          |          | kiesett | kiesett  |
| Kristina Moir                                      | 100 m gyors            | 1:07,9   | 8.       | 50.      | kiesett  | kiesett  | kiesett  | kiesett | kiesett  |
| Kristina Moir                                      | 200 m gyors            | 2:23,1   | 5.       | 23.      |          |          |          | kiesett | kiesett  |
| Kristina Moir                                      | 800 m gyors            | 10:24,5  | 4.       | 19.      |          |          |          | kiesett | kiesett  |
| Kristina Moir                                      | 200 m pillangó         | 2:51,1   | 6.       | 20.      |          |          |          | kiesett | kiesett  |
| Kristina Moir                                      | 200 m vegyes           | 2:42,8   | 5.       | 27.      |          |          |          | kiesett | kiesett  |
| Liana Vicens                                       | 200 m vegyes           | 2:57,0   | 6.       | 39.      |          |          |          | kiesett | kiesett  |
| Liana Vicens                                       | 100 m mell             | 1:25,2   | 7.       | 29.      | kiesett  | kiesett  | kiesett  | kiesett | kiesett  |
| Liana Vicens                                       | 200 m mell             | 3:16,2   | 7.       | 31.      |          |          |          | kiesett | kiesett  |
| Ana Marcial Liana Vicens Kristina Moir Lorna Blake | 4 × 100 m vegyes váltó | 5:18,2   | 7.       | 15.      |          |          |          | kiesett | kiesett  |

* - egy másik versenyzővel azonos időt ért el

** - két másik versenyzővel azonos időt ért el

## Vitorlázás
Nyílt
| Versenyző                               | Versenyszám     | Futam  | Futam | Futam  | Futam  | Futam | Futam | Futam | Pontszám | Helyezés |
| Versenyző                               | Versenyszám     | 1      | 2     | 3      | 4      | 5     | 6     | 7     | Pontszám | Helyezés |
| --------------------------------------- | --------------- | ------ | ----- | ------ | ------ | ----- | ----- | ----- | -------- | -------- |
| Garry Hoyt                              | Finn dingi      | (27,0) | 25,0  | 3,0    | 19,0   | 11,7  | 19,0  | 14,0  | 91,7     | 10.      |
| Juan Torruella, Sr. Radamés Torruella   | Repülő hollandi | 29,0   | 26,0  | 33,0   | (34,0) | 33,0  | 32,0  | 33,0  | 186,0    | 28.      |
| James Fairbank Hovey Freeman Lee Gentil | 5,5 méteres     | 18,0   | 19,0  | (20,0) | 19,0   | 20,0  | 19,0  | 19,0  | 114,0    | 14.      |

## Vívás
Férfi
| Versenyző         | Versenyszám       | Csoportkör | Csoportkör | Csoportkör        | Csoportkör | Nyolcaddöntő      | Negyeddöntő       | Elődöntő          | Vigaszág a döntőért | Vigaszág a döntőért | Vigaszág a döntőért | Vigaszág a döntőért | Vigaszág a döntőért | Döntő             | Helyezés    |
| Versenyző         | Versenyszám       | 1. kör | 1. kör     | 2. kör            | 2. kör     | Nyolcaddöntő      | Negyeddöntő       | Elődöntő          | 1. kör              | 2. kör              | 3. kör              | 4. kör              | 5. kör              | Döntő             | Helyezés    |
| Versenyző         | Versenyszám       | Ellenfél Eredmény | Hely.      | Ellenfél Eredmény | Hely.      | Ellenfél Eredmény | Ellenfél Eredmény | Ellenfél Eredmény | Ellenfél Eredmény   | Ellenfél Eredmény   | Ellenfél Eredmény   | Ellenfél Eredmény   | Ellenfél Eredmény   | Ellenfél Eredmény | Helyezés    |
| ----------------- | ----------------- | --- | ---------- | ----------------- | ---------- | ----------------- | ----------------- | ----------------- | ------------------- | ------------------- | ------------------- | ------------------- | ------------------- | ----------------- | ----------- |
| José Miguel Pérez | Tőr, egyéni       | C. csoport · Witold Woyda (POL) · V · German Szvesnyikov (URS) · V · Gerry Wiedel (CAN) · V · Moustafa Soheim (RAU) · V · Alberto Varela (URU) · V                                    | 6.         | kiesett           | kiesett    | kiesett           | kiesett           | kiesett           | kiesett             | kiesett             | kiesett             | kiesett             | kiesett             | kiesett           | helyezetlen |
| José Miguel Pérez | Párbajtőr, egyéni | D. csoport · Fenyvesi Csaba (HUN) · V · Gianfranco Paolucci (ITA) · V · Valeriano Pérez (MEX) · V · Haukler István (ROU) · V · Russell Hobby (AUS) · V · Francisco da Silva (POR) · V | 7.         | kiesett           | kiesett    | kiesett           | kiesett           | kiesett           | kiesett             | kiesett             | kiesett             | kiesett             | kiesett             | kiesett           | helyezetlen |